# Antract (formație)
Antract este o formație românească de muzică rock, fondată în 1984.

## Biografie
Grupul a fost înființat de Bobiță Cătușanu la Râmnicu Vâlcea și s-a numit inițial Mini-Paradox, fiindcă se află sub aripa ocrotitoare a unui trupe rock cu ceva experiență,
Paradox. Ulterior, când s-au dus în studiourile Radioului Național să
înregistreze primele piese, s-au prezentat la..."comisie" sub numele
« Zig-Zag ». Au fost sfătuiți să-și caute un drum "mai drept", așa că s-au întors cu un nou nume: ANTRACT.
Componentă la primele două albume
"Antract"(1994) și "Blestem"(1995), i-a avut pe lângă Bobiță
și Paur, pe frații Cristian și Zelu Iordan (chitară și baterie) și Robert
Constantinescu (clape).
În 1997 în locul fraților Iordan, sunt cooptați
Ilie "Manole" Vlad (ex-Riff) la chitară și a lui Sorin Scorvelciu
(ex-Riff) la baterie, aceste fiind înlocuit la puțin timp de Arthur Fleischer
(ex-Moon Factory-Germania).
"Înainte de toate"(1999), este titlul
celui de-al treilea album al grupului Antract. Cele 11 piese se distanțează
clar de discurile anterioare, din punctul de vedere al exprimării artistice. La
începutul anului 2000, trupa trece printr-o mică schimbare de componentă,
Arthur Fleischer se retrage din trupa, fiind înlocuit la tobă de Florin
"Pefi" Pop.
În 2000 apare single-ul «Inima mea», al cărui
videoclip reușește să ajungă pe prima poziție în topurile de specialitate.
Antract începe anul 2001 cu un nou toboșar, Andrei
Bărbulescu (ex Sarmalele Reci), iar noul material se numește
"Amintiri"(2001), conținând șase piese de dragoste.
Cel de-al 5-lea album "Nou"(2003), editat
de MediaPro Music îl are alături pe Szabi Bozsoky, o nouă achiziție la baterie,
colaborare care însă nu a durat prea mult, acesta fiind înlocuit de Cosmin
Cadăr, (un toboșar cu calități tehnice și umane deosebite, care s-a integrat
foarte bine în trupa, din păcate în 2011 a ales să plece Germania). Între timp
trupa și-a întregit componentă la formulă de 5, luându-l la clape pe Fernando
Draganici.
Grupul, înființat de Bobiță Cătușanu pe când avea
doar 14 ani, s-a maturizat mult din punct de vedere artistic, a acumulat o
bogată experiență muzicală, dobândită de-a lungul timpului în nenumăratele
concerte susținute în întreagă țară, experiență care se materializează într-un
nou album "Live 20"(2004) și produs de MediaPro Music, colecție ce
cuprinde multe dintre hit-urile trupei. Discul exprimă clar evoluția grupului
de-a lungul timpului prin piese precum: Sărută-mă, Din prima zi, Singur, Taci,
mă femeie!, Ești frumoasă, Singurătate, Inima mea, M-am obișnuit și alte piese
de rezistență ale trupei, că și cel mai recent hit, "Cârciumăreasă".
Albumul "Contraste"(2006), este al 7-lea
material semnat Antract și al doilea în format multimedia după
"Amintiri", mai conține pe lângă cele 9 piese și două videoclipuri
«Că și cum» și «Înger», care este și primul extras pe single de pe albumul
"Contraste". La această piesă, Antract a avut și o colaborare cu
actrița americană Jenny Molen, care este protagonista din videoclip.
În 2009 apare al doilea material live al grupului
"Antract 25"(2009).
Prin trupa au mai trecut, având contribuții
semnificative: Paul Balanca – voce (1990 – 1994), Andreea Neh – voce (1985 –
1987), Daniel Nicolăescu – ch. solo (1986 – 1988), Tiberiu Cioacă – key (1985 –
1992), Lucian Văcaru ch. Solo ( 1989 – 1991 )
Antract a cântat pe cele mai mari scene ale
rock-ului din România în compania unor nume grele ale rock-ului internațional
cum ar fi :
- 1992 – Uriah Heep, Ian Gillan Band
- 1994 - Jetro Tull, Saxon, Paradise Lost
- 1998 – Ronnie Jammes Dio
- 1999 – Monster Magnet și Metallica
- 2006 – Helloween.

În perioada următoare, trupa se pregătește să
lanseze al nouălea album. Acest material beneficiază deja de 3 videoclipuri :
Pentru tine nou, Lucid și Dezbracă-te de tine.
Piesa „Pentru tine nou” a câștigat secțiunea pop-rock la Romaniat Top Hits Music Awards - 2011.
În toamna anului 2014 s-a vehiculat că trupa va fi părăsită de Paul Radu, vocalist care făcea parte din ea încă din 1994.

## Membrii formației

### Membri actuali
- Bobiță Cătușanu – chitară bas (1984 - prezent)
- Ilie "Manole" Vlad – chitară (1997 - prezent)
- Paul Radu – voce (1994 - prezent)
- Haris Mureșan - tobe (2023 - prezent)

### Foști membri
- Paul Balanca (1990 - 1994)
- Andreea Neh (1985 - 1987)
- Daniel Nicolaescu (1986 - 1988)
- Tiberiu Cioacă (1984 - 1993)
- Lucian Vacaru (1988 - 1991)
- Cristian Iordan (1984 - 1997)
- Zelu Iordan (1984 - 1997)
- Robert Constantinescu (1994 - 1998)
- Sorin Scorvelciu (1997 - 1997)
- Arthur Fleischer (1997 - 2000)
- Florin "Pefi" Pop (2000 - 2001)
- Andrei Bărbulescu(2001 - 2003)
- Szabo Bozsoky (2003 - 2003)
- Cosmin Cadar (2003 - 2011)
- Fernando Drăgănici clape (2003-2006, 2011-2013)
- Răzvan Gorcinski – baterie (2011 - 2014)
- Doru Diaconu - baterie (2014 - 2016)
- Bogdan Bălan - baterie (2016 - 2018), (2022 - 2023)
- Adrian Ban - baterie (2018 - 2022)

## Discografie

### Albume de studio
- Antract 1994 (Electrecord)
- Blestem 1995 (Vivo Music)
- Înainte de toate 1999 (Zone Records)
- Amintiri 2001 (Zone Records)
- Nou 2003 (Media Pro Music)
- Contraste 2006 (Intercont Music)
- Lasă-te dus 2018 (Lee Music)

### Albume live
- Live 2004 (Media Pro Music)
- Live 2009